# Chogyur Lingpa
Pour les articles homonymes, voir Dechen.
Chogyur Lingpa aussi écrit Chokgyur Lingpa ou Chokgyur Dechen Lingpa, de son nom complet Orgyen Chokgyur Dechen Lingpa signifiant « Uddiyana sanctuaire de la grande félicité suprême »  (9 août 1829-29 juin 1870) est un lama tibétain de l'école Nyingma du bouddhisme tibétain et un tertön, né à Nangchen dans l´est du Tibet dans le Kham, à l'époque du 14e Karmapa. Il fut reconnu comme étant une réincarnation du prince Murub Tsenpo dont le père était le fameux roi Trisong Detsen (IXe siècle) qui invita Padmasambhava au Tibet. Il participa avec Jamgon Kongtrul Lodrö Taye et Jamyang Khyentse Wangpo au mouvement non-sectaire Rimé du bouddhisme tibétain du XIXe siècle.
Considéré comme un des tertöns principaux dans l'histoire tibétaine, ses termas sont pratiqués par les écoles Kagyu et de Nyingma.
Une autre de ses incarnations précédentes était le grand tertön, Sangye Lingpa, qui a révélé le Lama Gongdu. Chokgyur Lingpa était l'un des 100 tertöns principaux. Il détenait les sept transmissions et est considéré comme monarque universel de tous les tertöns. En effet, aucun autre tertön n'a transmis d'enseignement sur la Section de l'Espace (klong sde) du Dzogchen. Il y a eu plusieurs révélations sur la Section de l'Esprit (Semde) et tous les tertöns principaux ont transmis la Section de l'Instruction (Mengagde), mais seul Chogyur Lingpa a transmis la Section de l'Espace. C'est pourquoi Dzogchen Desum est considéré comme le terma le plus extraordinaire qu'il ait jamais transmis. L'épouse de Chogyur Lingpa fut Dechen Chodron. Padmasambhava avait prophétisé que ses trois enfants seraient des émanations des trois Bodhisattva : Avalokiteshvara, Manjushri et Vajrapani. Tulku Urgyen Rinpoché déclara : « Je n'aime pas dire ceci, parce qu'on peut croire que je vante ma famille de lignée, mais cette prophétie s'est réalisée. L'émanation de Manjushri fut Wangchok Dorje, l'émanation d'Avalokiteshvara Tsewang Norbu et l'émanation de Vajrapani fut ma grand-mère, Konchok Paldron ».
Neten Chokling est une des 4e réincarnations de Chogyur Lingpa, Cette lignée remonterai au roi du Tibet Trisong Detsen qui invita au Tibet Padmasambhava 

## La prophétie de Chogyur Lingpa concernant lesKarmapas

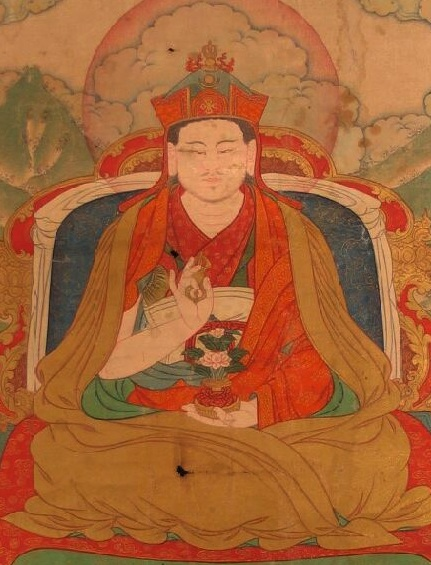
Chokgyur Lingpa

C´est en visitant, en 1856, le monastère de Karma à Nangchen dans l´Est du Tibet, qu´il eut de Padmasambhava la vision prophétique des 21 incarnations du Karmapa.
Chogyur Lingpa décrivit sa vision à Karmai Khenchen Rinchen Tarjay, l´abbé du monastère de Karma Gön, qui fit reproduire en peinture la prophétie sur soie, Vision de Chogyur Dechen Lingpa. Des disciples de Chogyur Lingpa mirent la prophétie par écrit et compilèrent un texte qui fut imprimé au monastère de Mindroling (monastère fondé en 1676 par Terdak Lingpa, un grand Tertön de la tradition Nyingmapa)
Voici comment il décrit sa vision du 17e Karmapa, :
« Sous un arbre verdoyant sur une montagne rocheuse
Se trouve la dix-septième incarnation du Karmapa en compagnie de Kèntin Tai Sitou.
Par la fusion de leurs esprits en un seul,
L’arbre des enseignements du Bouddha
Fleurira et portera des fruits abondants,
L’essence véritable des transmissions de Gampopa. »

### Œuvres
- (en) The Sacred Prophecy (1856), trad. Thomas Pardee et Susan Skolnick, Kagyu Thubten Choling, 1999, 122 p. et 60 photos.

### Études
- (en) Orgyen Tobgyal, Life and Teachings of Chokgyur Lingpa, Kathmandou, Rangjung Yeshe Publications, 3e éd. revue 1988, 61 p.
- (en) Sylvia Wong, The Karmapa Prophecies, Motilal Banarsidass, 2010, 505 p.